# Graviscalpellum pedunculatum
Graviscalpellum pedunculatum är en kräftdjursart som först beskrevs av Hoek 1883.  Graviscalpellum pedunculatum ingår i släktet Graviscalpellum och familjen Scalpellidae. Inga underarter finns listade i Catalogue of Life.